# Pennine-hegység
A Pennine alacsony hegylánc Észak-Angliában és Dél-Skóciában. Északnyugat-Angliát választja el Yorkshire-től és Északkelet-Angliától.
Gyakran nevezik Anglia gerincének. A hegység többé-kevésbé folyamatos láncot alkot a derbyshire-i Peak Districttől a Yorkshire Dales-en, Nagy-Manchester északi és keleti szegélyén, a lancashire-i Nyugat-Pennine mocsarakon és a cumbriai hátságon keresztül az angol-skót határon elnyúló Cheviot-dombságig. Az Aire-völgytől (Aire Gap) északra a Pennine nyugat felé ágazik Lancashire-be, a Bowland-erdőbe, délre pedig a Rossendale-i hátságba.
A fenti definíció általánosan elfogadott, bár szorosan véve a Cheviot-dombság nem tartozik a Pennine-hoz, mivel elválasztjat tőle a Tyne-hágó és a Whin Sill tömbje, amelyek mentén az A69-es út és Hadrianus fala halad. De mivel keresztülvág rajtuk a Pennine-gyalogút, gyakran a Pennine részeként emlegetik a dombságot is. Ezzel szemben a Pennine déli végéről az a közvélekedés, hogy valahol a derbyshire-i High Peak kerületben van - gyakori vélemény szerint Edale-nél, ahol a Pennine-gyalogút indul -, de valójában dél felé Staffordshire-ig és Cheshire-ig terjed. A Pennine valódi déli vége Stoke-on-Trent város térségében van, Edale-től mintegy 40 mérföldre (64 kilométerre) délre.
Fontos vízgyűjtő terület számos víztározóval jelentős folyók felső folyásánál. Sokan az Egyesült Királyság egyik leglátványosabb tájának tartják. Az Észak-Pennine-t és Nidderdale-t is Különleges Természeti Szépségű Terület-nek (Area of Outstanding Natural Beauty) nyilvánították és a hegység egyes területei a Peak District Nemzeti Park, a Yorkshire Dales Nemzeti Park és a Northumberland Nemzeti Park részeit képezik. A 429 kilométer hosszú Pennine-gyalogút, a sziget első hosszútávú ösvénye végigfut csaknem az egész hegységen.
Angliai mércével gyéren lakott terület.

## Földrajzi nevei
A Pennines földrajzi nevei nyomokban őrzik a valamikor itt élt kelták és rómaiak hagyatékát. Ilyen név például Penrith városé, a Pen-y-ghent lanka, az Eden-folyó, vagy Cumbria. Ennél gyakoribbak az angolszász vagy óészaki eredetű nevek. Yorkshire-ben és Cumbriában olyan óészaki földrajzi köznevek is forgalomban vannak, amelyeket a sztenderd angol nem használ: gill (mint keskeny, meredek völgy), beck (mint csermely), fell (mint domb) vagy völgy).

## Magassága

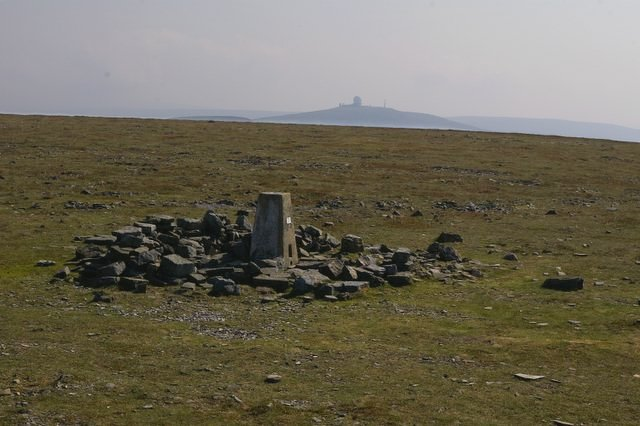
A Cross Fell csúcsa, a háttérben a Great Dun Fell.

A Pennine nem magas, gyakran az alacsony hegyet, dombot jelölő fell szóval együtt említik. Legmagasabb pontja a Cumbria keleti részében található Cross Fell (2930 láb, azaz 893 m). Más fontosabb csúcsai:
- Mickle Fell 2585 láb (788 m)
- Whernside 2415 láb (736 m)
- Ingleborough 2372 láb (723 m)
- High Seat 2328 láb (710 m)
- Wild Boar Fell 2324 láb (708 m)
- Pen-y-ghent 2274 láb (693 m)
- Kinder Scout 2087 láb (636 m).

## Völgyei (dales)

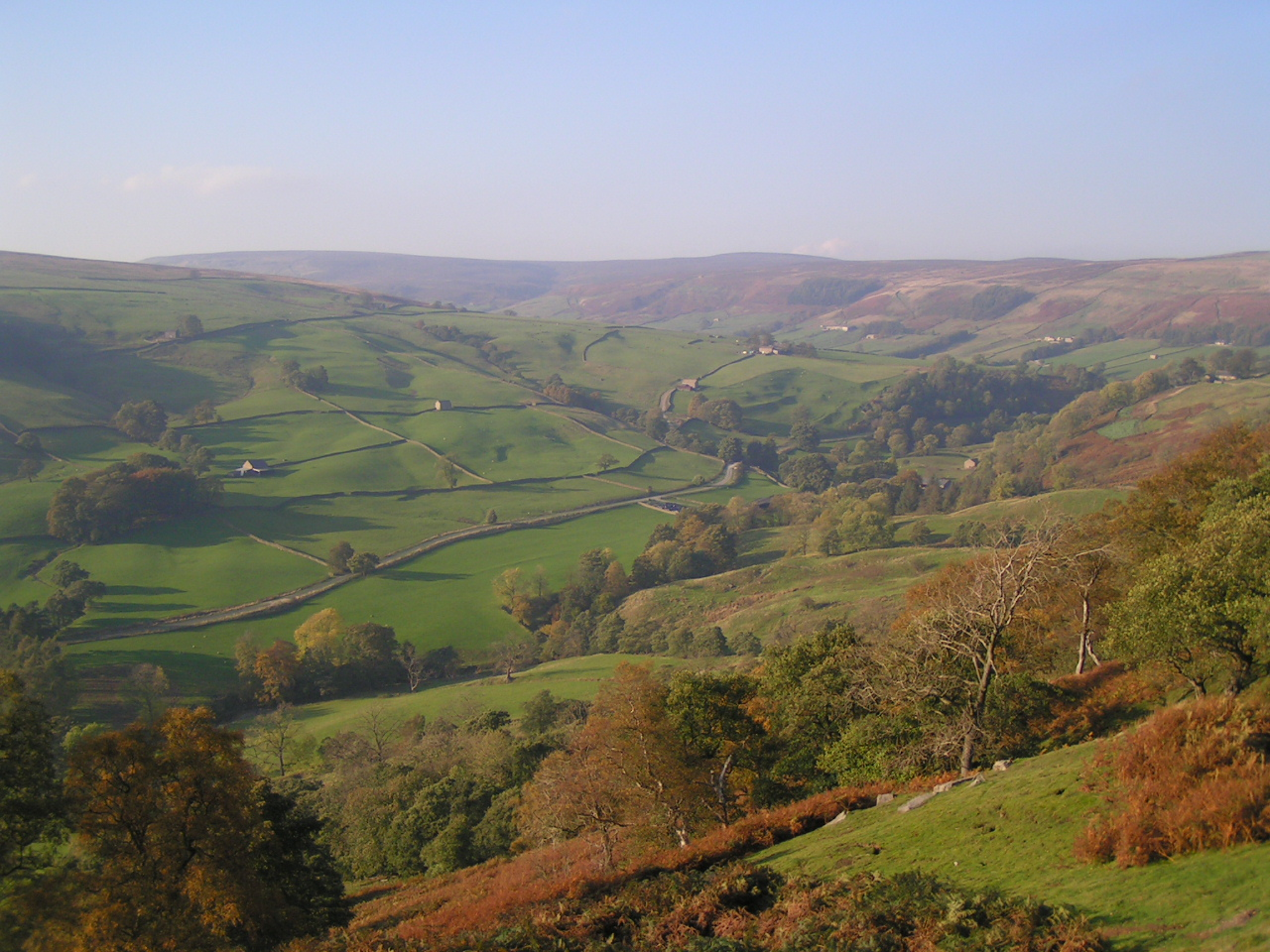
A Felső-Nidderdale.

- Airedale
- Calderdale
- Dovedale
- Nidderdale
- Ribblesdale
- Swaledale
- Teesdale
- Weardale
- Wensleydale
- Wharfedale

## Gazdasága
Legfontosabb gazdasági ágai a birkatenyésztés, a külfejtés és a turizmus.

## Legfontosabb települései
- Buxton
- Hawes

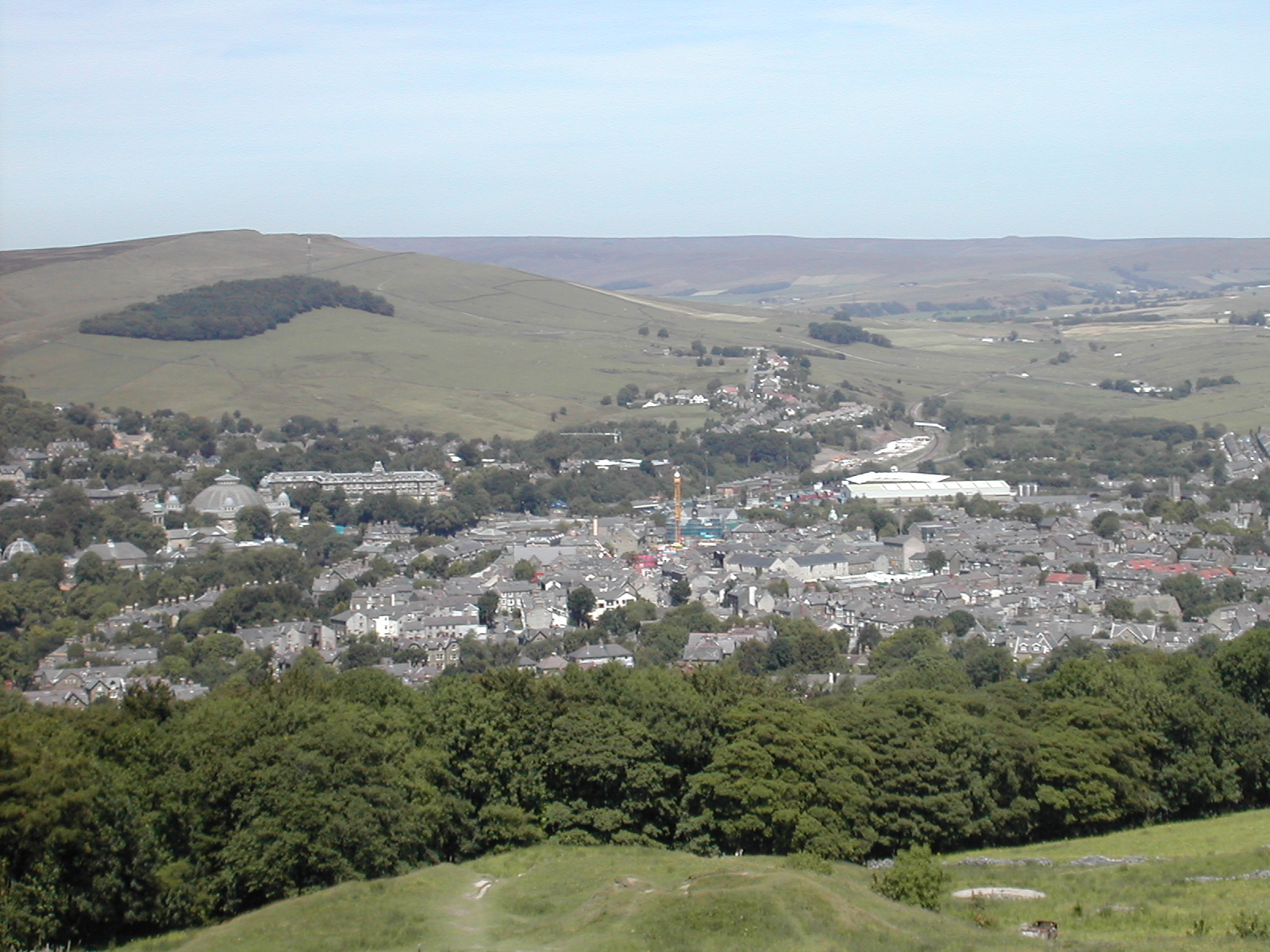
Buxton látképe.

- Haworth, a Brontë nővérek lakhelye volt
- Keighley
- Keld
- Leek
- Muker
- Reeth
- Stanhope
- Thwaite

## Fordítás
- Ez a szócikk részben vagy egészben  a   Pennines című angol Wikipédia-szócikk ezen változatának fordításán alapul.  Az eredeti cikk szerkesztőit annak laptörténete sorolja fel. Ez a jelzés csupán a megfogalmazás eredetét és a szerzői jogokat jelzi, nem szolgál a cikkben szereplő információk forrásmegjelöléseként.